# Phenylessigsäure
Phenylessigsäure ist ein phenylsubstituiertes Derivat der Essigsäure. Es ist ein weißes bis cremefarbenes, flockiges Pulver. In der Pflanzenwelt wirkt es als Auxin.

## Vorkommen

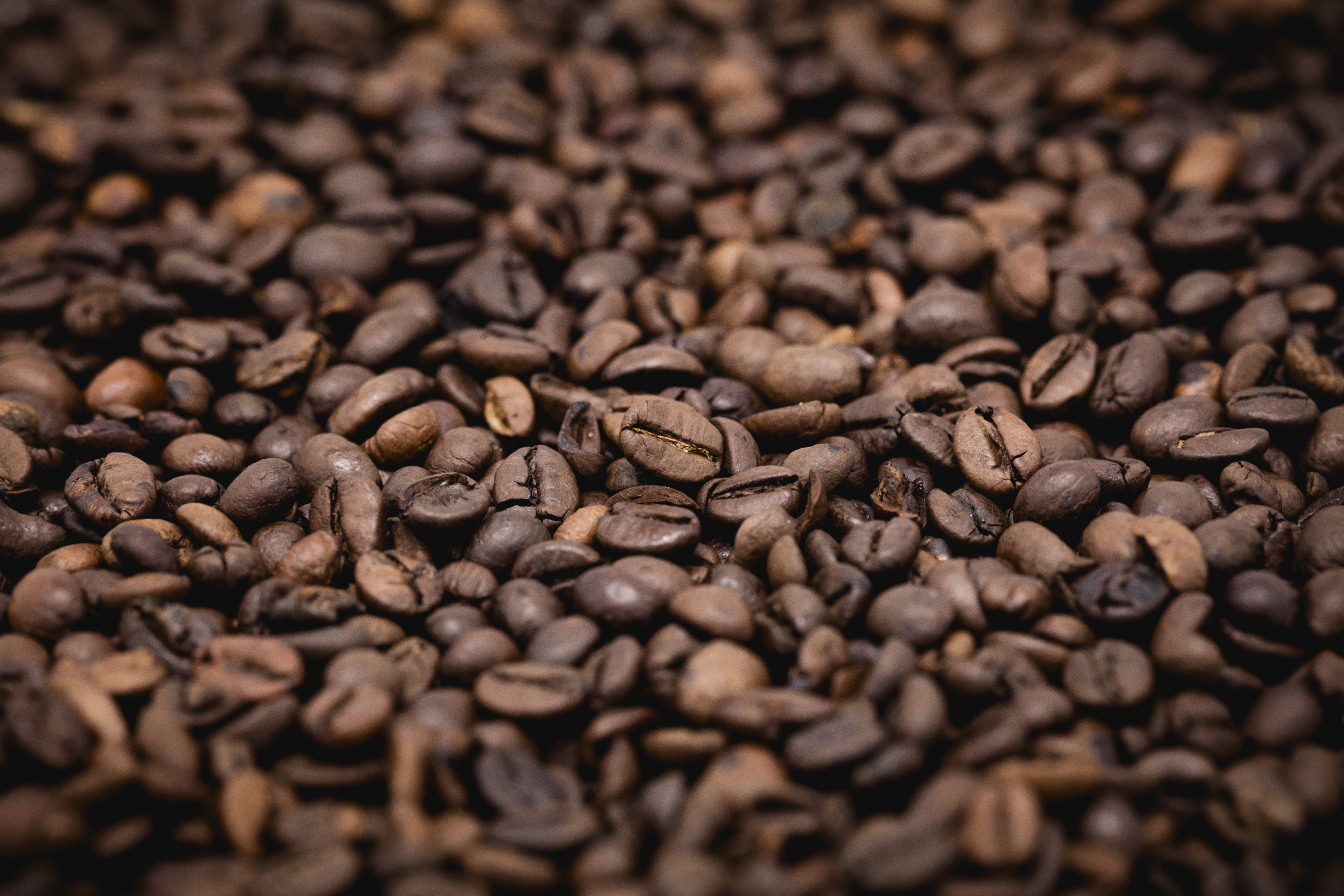
Geröstete Kaffeebohnen

Natürlich kommt Phenylessigsäure in Teeblättern, in den Früchten der Schwarznuss und des Kakaobaums, den Blüten von Zitruspflanzen, des Japanischen Liguster, der Tuberose und des Mandelbaums, den Blättern von Pfefferminze und Tabak, in Kava-Wurzeln, in Pfeffer und Maispollen vor. Auch zum Geruch von geröstetem Kaffee trägt sie bei.

## Darstellung und Gewinnung
Phenylessigsäure kann durch eine saure Hydrolyse von Phenylacetonitril hergestellt werden.
Alternativ kann sie aus Grignard-Verbindungen von Benzylhalogeniden mit Kohlendioxid synthetisiert werden.

## Verwendung
Phenylessigsäure wird bei der Herstellung von Riechstoffen und als Zusatzstoff in Tabaken verwendet. Außerdem wird sie bei der Synthese von Penicillin benötigt. 

## Rechtsstatus
Aufgrund der möglichen Verwendung bei der Synthese verschiedener Amphetamine sind nach dem Grundstoffüberwachungsgesetz die Herstellung sowie der Verkauf ab einer Grenzmenge von einem Kilogramm meldepflichtig.